# Neubörger
Neubörger är en kommun och ort i Landkreis Emsland i förbundslandet Niedersachsen i Tyskland.
Kommunen ingår i kommunalförbundet Samtgemeinde Dörpen tillsammans med ytterligare åtta kommuner.